# Prawo o adwokaturze
Ustawa z dnia 26 maja 1982 r. Prawo o adwokaturze – polska ustawa, uchwalona przez Sejm PRL, regulująca kwestie związane z zawodem adwokata.
Ustawa określa:
- zasady wykonywania zawodu adwokata
- zasady przetwarzania danych osobowych przez adwokatów
- działalność izb adwokackich
- organy adwokatury
- zasady wpisu i skreślenia z listy adwokatów
- zasady odbywania aplikacji adwokackiej
- zasady odpowiedzialności dyscyplinarnej adwokatów.

## Nowelizacje
Ustawę znowelizowano wielokrotnie. Ostatnia zmiana weszła w życie w 2024.